# 미국의 인디언 탄압
미국은 건국 및 발전 과정에서 아메리카 인디언들과 충돌 및 갈등을 겪었다.

## 청교도들의 인디언 탄압
미국에 이주한 청교도들은 인디언(북아메리카의 원주민)들과 갈등을 빚었다. 종교적으로 기독교 근본주의자들인 그들은 인디언들의 신앙과 문화를 사탄의 문화로 몰아서 말살시켰다. 실례로 만화영화 포카혼터스의 주인공인 포카혼터스는 영국인 남편에 의해 청교도 신앙을 강요당했으며, 영국에서 살다가 병에 걸려서 죽는 비참한 최후를 맞았다.

## 미국의 인디언 탄압
미합중국 건국도 인디언들에게는 비극의 시작이어서, 백인들은 인디언들의 토지를 무상몰수했다. 이에 폭력투쟁으로 저항하자 백인들은 인디언 마을을 불태우고, 여자와 어린이까지 학살하는 잔악함을 보였다. 더군다나 백인들은 유럽에서 가져온 흑사병 등의 병원균을 모포에 바른 후 이 오염된 모포를 인디언의 천막 속에 집어넣어 수많은 인디언들이 질병에 시달리게 했다. 흔히 서부개척이라는 이름으로 미화되고 있는 서부 이주도 인디언들에게는 생존권 위협이었다. 실례로 1830년에는 당시 대통령 앤드류 잭슨 정부는 미국 서부의 인디언들을 인디언보호구역에 강제이주시키고, 그 자리에 자신들의 영토를 만들었다. 백인들의 인디언 생존권 침해는 대륙횡단열차가 건설된 1880년대에도 한 차례 더 벌어져서 인디언들의 식량인 들소를 학살하는 민족말살정책까지 실시하였다. 게다가 미국은 인디언들을 인종차별하여, 백인들은 조금이라도 부유한 인디언들은 졸부라고 부르면서 멸시했으며, 1930년대에야 참정권을 부여했다. 물론 인디언들은 1960년대 흑인민권운동의 영향으로 비폭력저항운동으로 백인들에 자신들에 대한 차별에 저항하였다. 백인들의 인디언 탄압과 차별은 보호구역내 실업률이 무려 85%나 된다는 통계가 있을 정도로 지금까지도 큰 상처를 주고 있다.